# Sposiamoci in otto
Sposiamoci in otto (Barnabé) è un film del 1938 diretto da Alexander Esway.